# Léopold d'Anhalt-Köthen
Léopold (29 novembre 1694, Köthen – 19 novembre 1728, Köthen) est prince d'Anhalt-Köthen de 1704 à sa mort.
Second fils du prince Emmanuel-Lebrecht et de son épouse morganatique, Gisèle-Agnès de Rath - le mariage a été reconnu dynaste par les princes de la Maison d'Anhalt puis par l'empereur en 1698 -, il accède au trône à la mort de son père en 1704. Le petit souverain étant âgé de dix ans, sa mère assure la régence.

## Un prince contesté
Issu d'un mariage morganatique, le prince n'était pas dynaste. Seul un accord conclu par le duc Emmanuel-Lebrecht avec ses cousins des autres branches de la Maison d'Anhalt et enregistré devant la cour impériale de justice, permit à Léopold et à son frère de devenir héritiers en 1699. En 1702, le prince Emmanuel-Lebrecht établit pour sa succession l'ordre de primogéniture masculine afin d'empêcher la partition de sa principauté. Il meurt prématurément en 1704 non sans avoir confié la régence de ses États et l'éducation de ses enfants à son épouse.
Comme la plupart des princes de son temps, le jeune prince souverain profite de la régence de sa mère et termine son éducation en effectuant son Grand Tour (1710-1713). Il découvre la musique Italienne et revient convaincu qu'il lui faut développer la musique profane, la musique sacrée étant interdite dans sa principauté calviniste.
Le prince Léopold atteint ses 21 ans et devient majeur en 1715. Sa mère lui laisse les rênes du pouvoir et se retire à Nienburg. Cependant, quatre ans plus tard, en 1719, elle accorde son soutien à son fils cadet, le prince Auguste-Louis d'Anhalt-Köthen qui exige de son frère le partage du pouvoir et envoie son armée annexer deux villes de la principauté. Léopold envoie alors son armée assiéger les résidences de son frère et de sa mère. Un accord intervient qui met fin aux dissensions dynastiques et familiales : Auguste-Louis reçoit la ville de Güsten, exclave de la principauté.
Le prince épouse le 11 décembre 1721 sa cousine Frédérique-Henriette d'Anhalt-Bernbourg. L'année suivante la princesse accouche d'une fille prénommée comme sa grand-mère paternelle Gisèle-Agnès.

## Un prince musicien

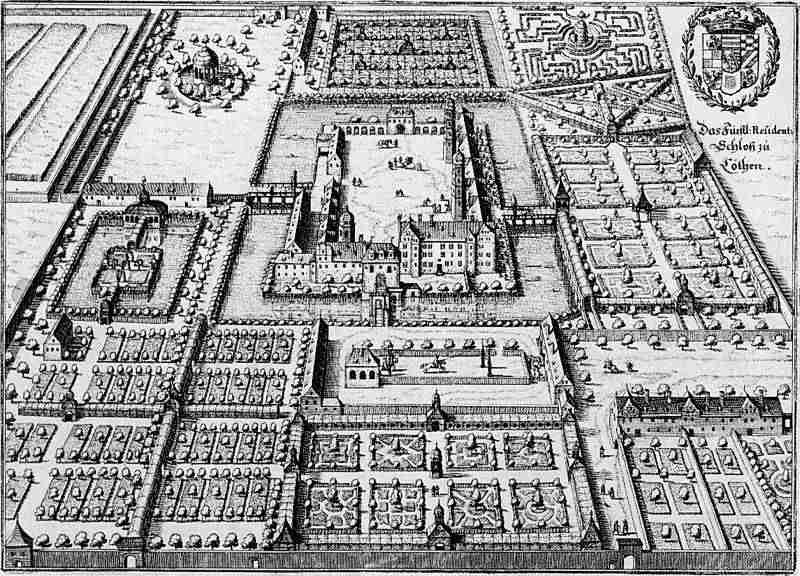
Le palais et les jardins de Köthen

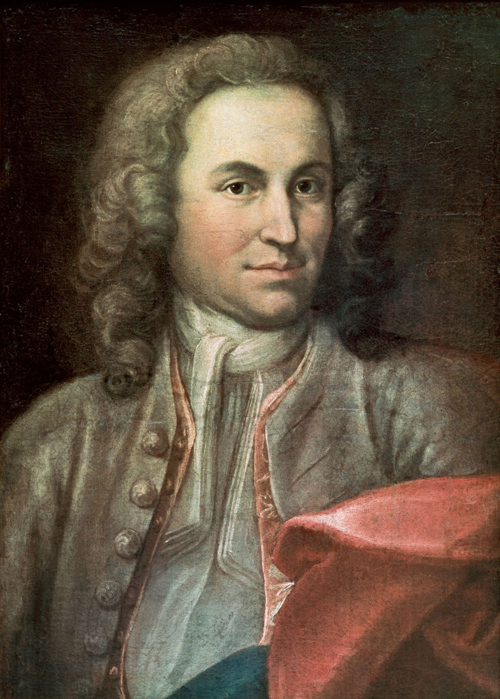
Jean-Sébastien Bach

En 1716, sa sœur Éléonore-Wilhelmine d'Anhalt-Köthen, veuve du duc de Saxe-Mersebourg, épouse à Nienburg le duc Ernest-Auguste Ier de Saxe-Weimar-Eisenach. À l'occasion des festivités, le jeune souverain, qui vient d'avoir 22 ans, se lie d'amitié avec le maître de chapelle de son beau-frère. Âgé de 31 ans, le dénommé Jean-Sébastien Bach entretient des relations difficiles avec son maître.
Passionné de musique - il joue du clavecin, du violon et de la viole de gambe - Léopold, qui avait déjà pris Johann David Heinichen à son service, engage en 1717 Johann Sebastian Bach, comme Kappelmeister. Persécuté à Weimar où il fut même emprisonné, le musicien vivra d'heureuses années à la cour de Köthen. Il y compose le premier livre du Clavier bien tempéré, les Suites pour violoncelle seul et les six concertos Brandebourgeois. Le prince accepte même de devenir le parrain de son fils Léopold-Augustus Bach. Le prince prend également à son service le compositeur Christian Ferdinand Abel ainsi que ses fils Leopold August Abel et Karl Friedrich Abel qui sera le dernier des grands maîtres de la Viole de gambe.
Le prince Léopold consacre 25 % du budget de sa principauté à la musique et engage les musiciens de la cour de Prusse congédié par le roi Frédéric-Guillaume Ier de Prusse, souverain parcimonieux plus sensible à la chose militaire qu'aux arts. 
Le prince Léopold traite ses musiciens en amis, les emmène en Bohême prendre des bains à Carlsbad, allant jusqu'à jouer avec eux dans l'appartement de son Kappelmeister quand la princesse-douairière Gisèle-Agnès se plaint de l'omniprésence de l'orchestre.

## L'année des adieux

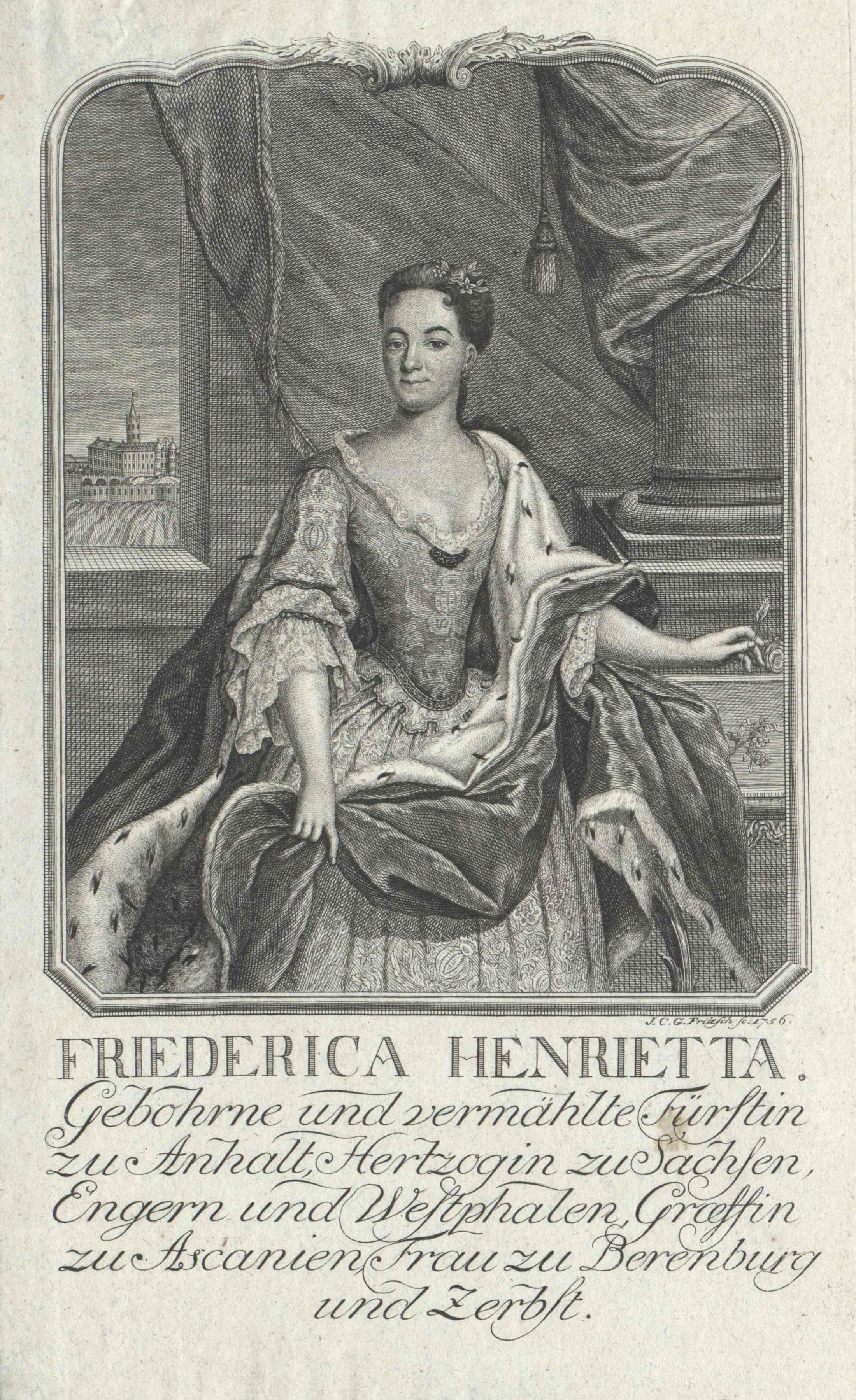
La princesse Frédérique-Henriette

Raisonnable et économe, la princesse Frédérique-Henriette pousse son mari à modérer sa passion pour la musique et les dépenses afférentes. En effet, le prince, en tant qu'officier de l'armée prussienne se doit de participer à l'entretien de ses régiments. Le roi de Prusse, que l'on surnomme le Roi-Sergent, accorde une attention particulière à la modernisation de son armée ce qui augmente les frais d'entretien. Quelques mois après son premier accouchement, la princesse, de santé fragile, meurt à l'âge de 21 ans le 4 avril 1723. 
La  même année, profondément affecté par la mort de son épouse Maria Barbara et bien qu'il se soit remarié avec une soprano de la cour, Anna Magdalena Wilcke, Bach quitte Köthen pour Leipzig. Les économies que doit s'imposer le prince en tant qu'officier prussien, l'impossibilité de composer de la musique sacrée dans une cour calviniste et en deuil et le désir d'habiter une ville universitaire où ses enfants pourront étudier incitent également le musicien à partir. Le départ de son Kappelmeister correspond à une période plus triste du règne de Léopold.
La sœur du prince, Eléonore-Wilhelmine, qui avait permis au compositeur d'être présenté au prince, meurt en 1726 des suites de son huitième accouchement. Elle n'avait que 30 ans. Son époux, profondément affecté, décide de ne pas se remarier et cherche à tromper sa tristesse en voyageant à travers l'Europe. 
N'ayant qu'une fille de son premier mariage, Léopold se remarie en 1725 avec Charlotte, fille du prince de Nassau-Siegen. Un fils naît puis une petite fille. La succession semble assurée mais, en 1728, une épidémie de variole emporte les deux enfants. Le prince contracte lui-même la maladie et meurt en novembre à l'âge de 33 ans.
Bien que devenu sujet de l’Électeur de Saxe, Bach compose pour son service funèbre la pièce Klagt, Kinder, klagt es aller Welt (BWV 244a).

## Succession
Le prince Auguste-Louis d'Anhalt-Köthen, frère cadet du prince défunt, accède au trône. Comme ce fut le cas lors de la mort de leur père, le nouveau prince souverain doit faire face à des querelles de succession. En effet, sa belle-sœur et sa nièce, veuve et fille du prince défunt réclament en cour de justice une part de l'héritage de leur mari et père. Une compensation financière ramènera la paix dans la famille.
Tout en continuant à percevoir la rente allouée par son beau-frère, la princesse Charlotte se remarie en 1730 avec Albert-Wolfgang, comte de Schaumbourg-Lippe. De même, en 1737, la princesse Gisèle-Agnès, fille du prince Léopold, épouse le prince Léopold II d'Anhalt-Dessau. Le mariage sera des plus heureux et prolifiques. La princesse-douairière Gisèle-Agnès, mère du prince Léopold, meurt en 1740 alors que l'Europe s'apprête à sombrer dans la Guerre de succession d'Autriche.

## Mariages et descendance
Le 11 décembre 1721, Léopold épouse sa cousine Frédérique-Henriette d'Anhalt-Bernbourg (24 janvier 1702 – 4 avril 1723), fille du prince Charles-Frédéric d'Anhalt-Bernbourg. Ils ont une fille :
- Gisèle-Agnès d'Anhalt-Köthen (21 septembre 1722 – 20 avril 1751), épouse en 1737 le prince Léopold II, prince d'Anhalt-Dessau (1700-1751) .

Veuf, Léopold se remarie le 27 juin 1725 avec Charlotte-Frédérique (30 novembre 1702 – 22 juillet 1785), fille du prince Frédéric-Guillaume Ier de Nassau-Siegen. Ils ont deux enfants :
- Emmanuel-Louis (12 septembre 1726 – 17 août 1728) ;
- Léopoldine-Charlotte (3 septembre 1727 – 6 septembre 1728).